# Frozen Hearts
Frozen Hearts è un cortometraggio muto del 1923 diretto da J.A. Howe e prodotto da Hal Roach con Stan Laurel.

## Trama
Russia siberiana, 1888, all'epoca dei grandi Zar, alla Corte di Alexis Pifflevitch, si svolgono scenari di amore e intrigo: il contadino Ivan (Laurel) parte dalla sua umile casa di campagna per essere arruolato nell'esercito, sotto la vigilanza del burbero luogotenente Tumankikine. Promosso di grado, Ivan entra a corte, e lì durante il ballo di gala,si innamora della bella principessa
Katherine Grant.

## Distribuzione
Il cortometraggio uscì nelle sale il 28 ottobre 1923.